# Glen Allen (Wirginia)
Glen Allen – jednostka osadnicza w Stanach Zjednoczonych, w stanie Wirginia, w hrabstwie Henrico.